# Равне при Здолах
Равне при Здолах (словен. Ravne pri Zdolah) је насељено место у општини Кршко, Посавска регија, Словенија.

## Историја
До територијалне реорганизације у Словенији биле су у саставу старе општине Кршко.

## Становништво
У попису становништва из 2011. године, Равне при Здолах су имале 198 становника.
| Број становника према пописима | Број становника према пописима | Број становника према пописима |
| ------------------------------ | ------------------------------ | ------------------------------ |
| 1991                           | 2002                           | 2011                           |
| 173                            | 182                            | 198                            |

Напомена: До 1953. исказивано под именом Равне.